# Tam Phú (phường)
Tam Phú là một phường thuộc thành phố Thủ Đức, Thành phố Hồ Chí Minh, Việt Nam.

## Địa lý
Phường Tam Phú nằm ở phía tây bắc thành phố Thủ Đức, có vị trí địa lý:
- Phía đông giáp phường Linh Tây và tỉnh Bình Dương
- Phía tây giáp phường Hiệp Bình Phước
- Phía nam giáp phường Linh Đông và phường Hiệp Bình Chánh
- Phía bắc giáp phường Tam Bình.

Phường có diện tích 3,09 km², dân số năm 2021 là 30.743 người,  mật độ dân số đạt 9.949 người/km².

## Lịch sử
Trước đây, Tam Phú là một xã thuộc huyện Thủ Đức cũ, được thành lập vào ngày 14 tháng 2 năm 1987 trên cơ sở một phần diện tích và dân số của xã Tam Bình.
Sau khi thành lập, xã Tam Phú có 267,5 ha diện tích tự nhiên và 10.125 người.
Ngày 6 tháng 1 năm 1997, Chính phủ ban hành Nghị định số 03-CP. Theo đó:
- Thành lập quận Thủ Đức trên cơ sở toàn bộ diện tích và dân số của thị trấn Thủ Đức và 7 xã: Hiệp Bình Chánh, Hiệp Bình Phước, Linh Đông, Linh Trung, Linh Xuân, Tam Bình, Tam Phú; một phần diện tích và dân số của các xã Hiệp Phú, Tân Phú và Phước Long thuộc huyện Thủ Đức cũ
- Thành lập phường Tam Phú thuộc quận Thủ Đức trên cơ sở toàn bộ 298 ha diện tích tự nhiên và 12.926 người của xã Tam Phú.

Ngày 9 tháng 12 năm 2020, Ủy ban thường vụ Quốc hội ban hành Nghị quyết 1111/NQ-UBTVQH14 về việc thành lập thành phố Thủ Đức trên cơ sở sáp nhập toàn bộ diện tích và dân số của Quận 2, Quận 9 và quận Thủ Đức, phường Tam Phú thuộc thành phố Thủ Đức như hiện nay.

## Di tích

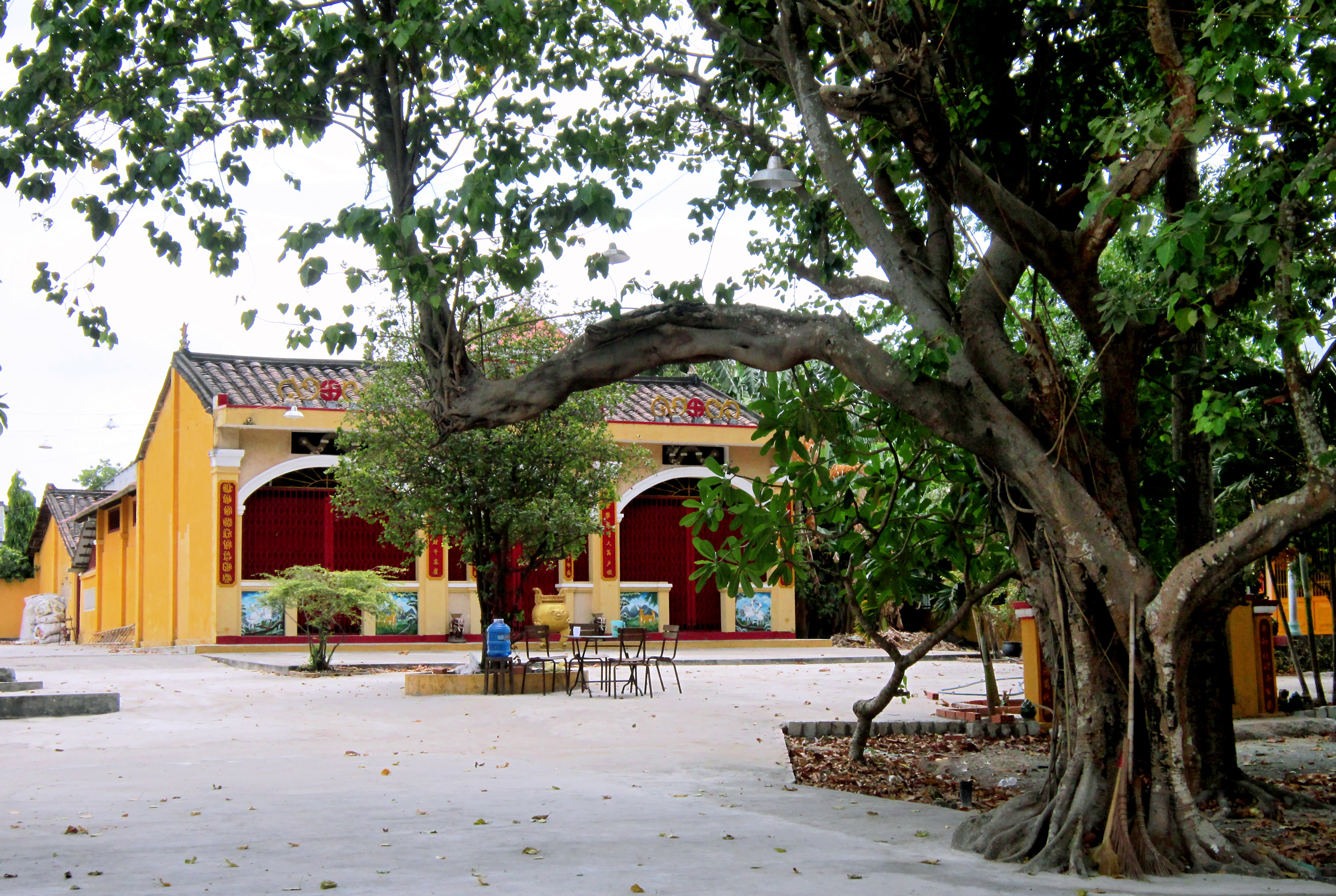
Đình thần Bình Đức

- Đình thần Bình Đức
- Chùa Châu Hưng[5]
- Chùa Vạn Đức